# Râul Casele, Sasca
- Pentru alte râuri cu același nume, vedeți Râul Casele (dezambiguizare).

Râul Casele este un curs de apă, singurul afluent de stânga al râului Sasca, care este, la rândul său, al 72-lea afluent de dreapta (din 81) al râului Bistrița, afluentul Siretului.

## Generalități
Râul Casele, Sasca, este afluentul râului Bistrița, nu are afluenți semnificativi și nu trece prin nicio  localitate din județul Neamț.

## Hărți
- Harta Munții Tarcău  Arhivat în 22 februarie 2010, la Wayback Machine.